# Beatriz Pascual
Beatriz Pascual Rodríguez (ur. 9 maja 1982 w Barcelonie) – hiszpańska lekkoatletka specjalizująca się w chodzie sportowym, wielokrotna mistrzyni i rekordzistka kraju, trzykrotna uczestniczka igrzysk olimpijskich.

## Osiągnięcia

### Letnie Igrzyska Olimpijskie
| Rok  | Miejsce        | Konkurencja           | Pozycja    | Wynik   |
| ---- | -------------- | --------------------- | ---------- | ------- |
| 2008 | Pekin          | chód na 20 kilometrów | 6. miejsce | 1:27:44 |
| 2012 | Londyn         | chód na 20 kilometrów | 7. miejsce | 1:27:56 |
| 2016 | Rio de Janeiro | chód na 20 kilometrów | 8. miejsce | 1:30:24 |

### Mistrzostwa Świata
| Rok  | Miejsce | Konkurencja           | Pozycja     | Wynik   |
| ---- | ------- | --------------------- | ----------- | ------- |
| 2007 | Osaka   | chód na 20 kilometrów | 13. miejsce | 1:35:13 |
| 2009 | Berlin  | chód na 20 kilometrów | 5. miejsce  | 1:30:40 |
| 2011 | Daegu   | chód na 20 kilometrów | 8. miejsce  | 1:31:46 |
| 2013 | Moskwa  | chód na 20 kilometrów | 6. miejsce  | 1:29:00 |

### Mistrzostwa Europy
| Rok  | Miejsce   | Konkurencja           | Pozycja     | Wynik   |
| ---- | --------- | --------------------- | ----------- | ------- |
| 2002 | Monachium | chód na 20 kilometrów | 12. miejsce | 1:32:38 |
| 2006 | Göteborg  | chód na 20 kilometrów | 20. miejsce | 1:36:03 |
| 2010 | Barcelona | chód na 20 kilometrów | 4. miejsce  | 1:29:52 |
| 2014 | Zurych    | chód na 20 kilometrów | 8. miejsce  | 1:29:02 |

### Pozostałe osiągnięcia
- brązowy medal igrzysk śródziemnomorskich (Almería 2005)
- brązowy medal mistrzostw Europy juniorów (Grosseto 2001)
- 4. miejsce podczas młodzieżowych mistrzostw Europy (Bydgoszcz 2003)
- 6. miejsce podczas mistrzostw świata juniorów (Santiago 2000)

Wielokrotna mistrzyni i rekordzistka Hiszpanii oraz reprezentantka kraju w pucharze świata i Europy w chodzie sportowym.

## Rekordy życiowe
| Konkurencja           | Wynik    | Miejsce    | Data             | Uwagi            |
| --------------------- | -------- | ---------- | ---------------- | ---------------- |
| Chód na 3000 metrów   | 12:50,70 | Huelva     | 12 czerwca 2014  |                  |
| Chód na 5000 metrów   | 20:45,11 | Granollers | 18 lipca 2012    | rekord Hiszpanii |
| Chód na 10 000 metrów | 42:35,69 | Gijón      | 23 lipca 2016    |                  |
| Chód na 10 kilometrów | 43:22    | Viladecans | 24 stycznia 2016 |                  |
| Chód na 20 kilometrów | 1:27:44  | Pekin      | 21 sierpnia 2008 |                  |